# Florind Bardulla
Florind Bardulla (Scutari, 19 novembre 1992) è un calciatore albanese, centrocampista svincolato.

## Carriera

### Club
Ha giocato nella prima divisione albanese.

### Nazionale
Debutta con la nazionale Under-21 albanese il 14 novembre 2013 contro l'Ungheria.

## Statistiche

### Presenze e reti nei club
Statistiche aggiornate al 19 giugno 2020.
| Stagione        | Squadra         | Campionato      | Campionato | Campionato | Coppe nazionali | Coppe nazionali | Coppe nazionali | Coppe continentali | Coppe continentali | Coppe continentali | Altre coppe | Altre coppe | Altre coppe | Totale | Totale |
| Stagione        | Squadra         | Comp            | Pres       | Reti       | Comp            | Pres            | Reti            | Comp               | Pres               | Reti               | Comp        | Pres        | Reti        | Pres   | Reti   |
| --------------- | --------------- | --------------- | ---------- | ---------- | --------------- | --------------- | --------------- | ------------------ | ------------------ | ------------------ | ----------- | ----------- | ----------- | ------ | ------ |
| 2010-2011       | Vllaznia        | KS              | 0          | 0          | CA              | 0               | 0               | -                  | -                  | -                  | -           | -           | -           | 0      | 0      |
| 2011-2012       | Vllaznia        | KS              | 8          | 0          | CA              | 5               | 0               | UEL                | -                  | -                  | -           | -           | -           | 13     | 0      |
| 2012-2013       | Vllaznia        | KS              | 13         | 0          | CA              | 2               | 0               | -                  | -                  | -                  | -           | -           | -           | 15     | 0      |
| 2013-2014       | Vllaznia        | KS              | 24         | 0          | CA              | 4               | 0               | -                  | -                  | -                  | -           | -           | -           | 28     | 0      |
| 2014-gen. 2015  | Teuta           | KS              | 6          | 0          | CA              | 1               | 0               | -                  | -                  | -                  | -           | -           | -           | 7      | 0      |
| gen.-giu. 2015  | Vllaznia        | KS              | 5          | 0          | CA              | 0               | 0               | -                  | -                  | -                  | -           | -           | -           | 5      | 0      |
| 2015-2016       | Vllaznia        | KS              | 30         | 0          | CA              | 2               | 0               | -                  | -                  | -                  | -           | -           | -           | 32     | 0      |
| 2016-2017       | Vllaznia        | KS              | 28         | 1          | CA              | 3               | 0               | -                  | -                  | -                  | -           | -           | -           | 31     | 1      |
| 2017-2018       | Vllaznia        | KS              | 19         | 0          | CA              | 2               | 0               | -                  | -                  | -                  | -           | -           | -           | 21     | 0      |
| 2018-2019       | Vllaznia        | KP              | 5          | 0          | CA              | 0               | 0               | -                  | -                  | -                  | -           | -           | -           | 5      | 0      |
| 2019-2020       | Vllaznia        | KS              | 16         | 0          | CA              | 4               | 0               | -                  | -                  | -                  | -           | -           | -           | 20     | 0      |
| 2020-2021       | Vllaznia        | KS              | 0          | 0          | CA              | 0               | 0               | -                  | -                  | -                  | -           | -           | -           | 0      | 0      |
| Totale Vllaznia | Totale Vllaznia | Totale Vllaznia | 148        | 1          |                 | 22              | 0               |                    | -                  | -                  |             | -           | -           | 170    | 1      |
| Totale carriera | Totale carriera | Totale carriera | 154        | 1          |                 | 23              | 0               |                    | -                  | -                  |             | -           | -           | 177    | 1      |

### Cronologia presenze e reti in nazionale
| Cronologia completa delle presenze e delle reti in nazionale ― Albania under 21 | Cronologia completa delle presenze e delle reti in nazionale ― Albania under 21 | Cronologia completa delle presenze e delle reti in nazionale ― Albania under 21 | Cronologia completa delle presenze e delle reti in nazionale ― Albania under 21 | Cronologia completa delle presenze e delle reti in nazionale ― Albania under 21 | Cronologia completa delle presenze e delle reti in nazionale ― Albania under 21 | Cronologia completa delle presenze e delle reti in nazionale ― Albania under 21 | Cronologia completa delle presenze e delle reti in nazionale ― Albania under 21 |
| Data                                                                            | Città                                                                           | In casa                                                                         | Risultato                                                                       | Ospiti                                                                          | Competizione                                                                    | Reti                                                                            | Note                                                                            |
| ------------------------------------------------------------------------------- | ------------------------------------------------------------------------------- | ------------------------------------------------------------------------------- | ------------------------------------------------------------------------------- | ------------------------------------------------------------------------------- | ------------------------------------------------------------------------------- | ------------------------------------------------------------------------------- | ------------------------------------------------------------------------------- |
| 14-11-2013                                                                      | Budapest                                                                        | Ungheria under 21                                                               | 0 – 2                                                                           | Albania under 21                                                                | Qual. Europeo Under-21 2015                                                     | -                                                                               | 81’                                                                             |
| 18-11-2013                                                                      | Elbasan                                                                         | Albania under 21                                                                | 0 – 2                                                                           | Spagna under 21                                                                 | Qual. Europeo Under-21 2015                                                     | -                                                                               | 46’                                                                             |
| Totale                                                                          |                                                                                 | Presenze                                                                        | 2                                                                               |                                                                                 | Reti                                                                            | 0                                                                               |                                                                                 |

## Palmarès

### Club

#### Competizioni nazionali
- Coppa d'Albania: 1

Vllaznia: 2020-2021